# زنان آسایشگر

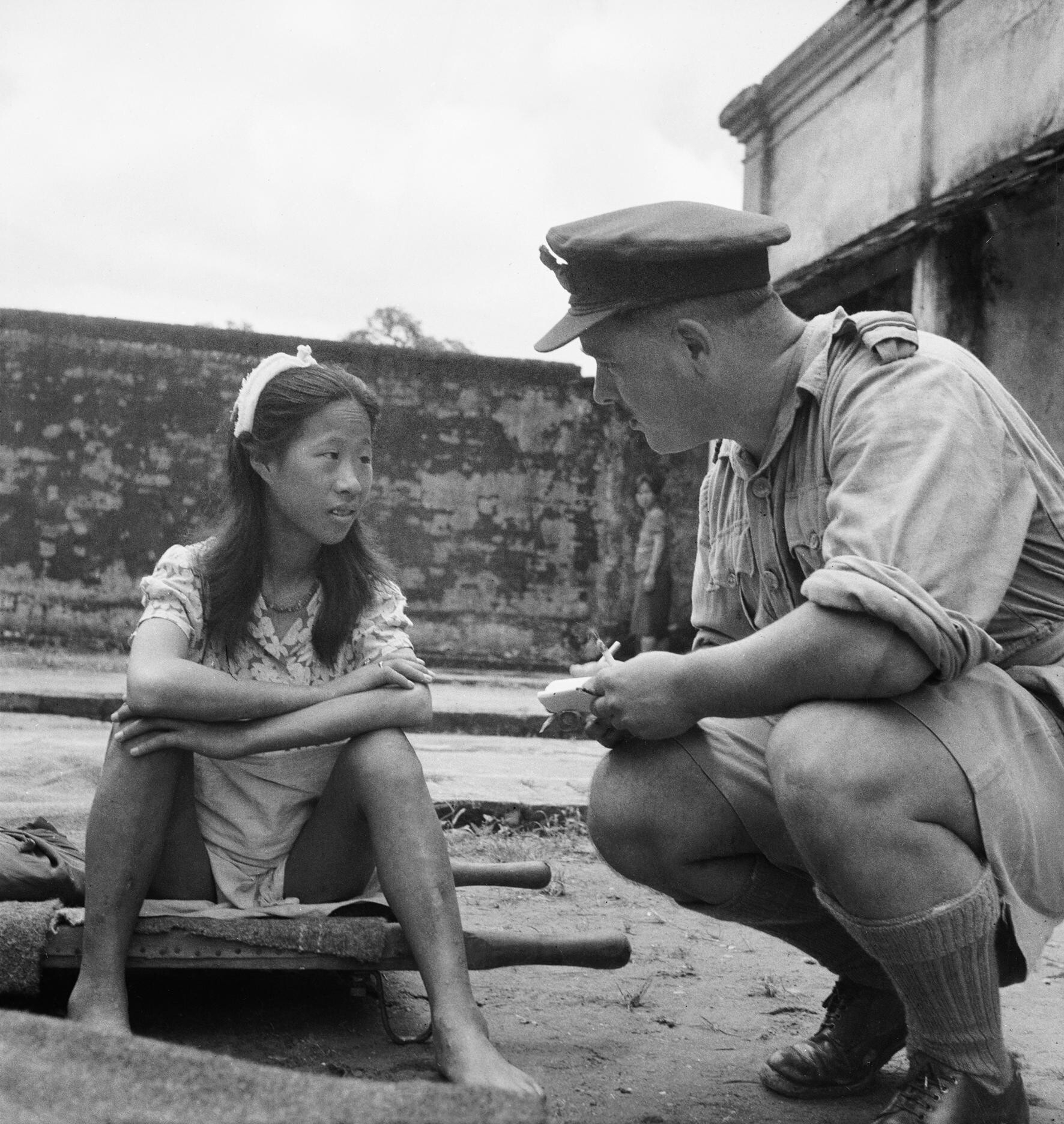
یانگون، برمه. هشتم اوت ۱۹۴۵. یک افسر از نیروهای متفقین دارد با زن جوانی از نژاد چینی در یکی از «ایستگاه‌های آسایش» ارتش سلطنتی ژاپن مصاحبه می‌کند.

زنان آسایشگر (به انگلیسی: Comfort women) به زنان و دخترانی که توسط ارتش امپراطوری ژاپن در طول جنگ جهانی دوم به بردگی جنسی وادار می‌شدند. عبارت زن آسایشگر برگردانی است از واژه ژاپنی ایانفو (慰安婦) که در زبان عامیانه ژاپنی به معنای روسپی است. این مسئله مدتهای مدیدی است که روابط دو کشور ژاپن و کره جنوبی را تحت تأثیر قرار داده است.
یوشیمی یوشی‌آکی، مورخ ژاپنی، که اولین تحقیق دانشگاهی را در این زمینه انجام داده است، تعداد آنها را بین ۵۰٬۰۰۰ تا ۲۰۰٬۰۰۰ تخمین می‌زند و به عقیده برخی محققان چینی تا ۴۱۰٬۰۰۰ زن و دختر قربانی این ماجرا بوده‌اند؛ با این حال تعداد دقیق زنان و دختران درگیر همچنان مورد بحث است. با وجود آنکه بیش‌تر این زنان از کشورهایی نظیر کره، چین، و فیلیپین برای روسپی گری به مکان‌هایی تحت عنوان ایستگاه‌های آسایش آورده می‌شدند، اما از دیگر مناطق تحت سلطه ژاپن در آن زمان همچون برمه، تایلند، مالزی، تایوان و اندونزی نیز روسپیان را به این ایستگاه‌ها منتقل می‌کردند.
بر اساس شواهد، این زنان در مواردی با وعده کار در کارخانه‌ها یا مشاغل دیگر اغوا شده و به این ایستگاه‌ها می‌آمدند. این زنان اغلب در این ایستگاه‌های آسایش که در نقاط مختلف کشورهای تحت سلطه ژاپن قرار داشتند، زندانی می‌شدند.

## توافق تاریخی ژاپن و کره
در روزهای پایانی سال ۲۰۱۵ ژاپن و کره جنوبی در مورد حل موضوع زنان آسایشگر به توافقی تاریخی دست یافتند. براساس این توافق ژاپن علاوه بر عذرخواهی از کره جنوبی، مبلغی معادل ۸ میلیون و سیصد هزار دلار به این کشور می‌پردازد. قرار است این پول به صندوقی که تحت نظارت کره جنوبی قرار دارد و به قربانیان سالخورده اختصاص داده شده، پرداخت شود. کره جنوبی همچنین گفته است که برداشتن مجسمه‌ای که سمبل «زنان آسایشگر» است را مورد بررسی قرار می‌دهد. فعالان کره‌ای این مجسمه را در سال ۲۰۱۱ در بیرون سفارت ژاپن در سئول قرار دادند. هر دو کشور همچنین متعهد شدند که در مجامع بین‌المللی در مورد این مسئله از یکدیگر انتقاد نکنند. کره جنوبی در پی این توافق اعلام کرد که این مسئله از نظر این کشور چنانچه ژاپن به تعهداتش پایبند باشد، حل شده است. کره جنوبی پیش از این خواستار عذرخواهی رسمی و پرداخت غرامت به قربانیان بود. این توافق نخستین توافقی است که از سال ۱۹۶۵ بین دو کشور در مورد این مسئله صورت می‌گیرد.